# Kalawit
Kalawit là một đô thị cấp bốn ở tỉnh Zamboanga del Norte, Philippines. Theo điều tra dân số năm 2000, đô thị này có dân số 21.372 người trong 4.077 hộ.

## Các đơn vị hành chính
Kalawit, về mặt hành chính, được chia thành 14 khu phố (barangay).
- Batayan
- Botong
- Concepcion
- Daniel Maing (Dominolog)
- Fatima (Lacsutan)
- Gatas
- Kalawit (Pob.)
- Marcelo
- New Calamba
- Palalian
- Paraiso
- Pianon
- San Jose
- Tugop*